# Liste der Biografien/Nih
Liste der Biografien |
Portal Biografien |
Personensuche
# |
A |
B |
C |
D |
E |
F |
G |
H |
I |
J |
K |
L |
M |
N |
O |
P |
Q |
R |
S |
T |
U |
V |
W |
X |
Y |
Z |
?
 
Na |
Nb |
Nc |
Nd |
Ne |
Nf |
Ng |
Nh |
Ni |
Nj |
Nk |
Nl |
Nm |
Nn |
No |
Nr |
Ns |
Nt |
Nu |
Nv |
Nw |
Nx |
Ny |
Nz
 
Nia |
Nib |
Nic |
Nid |
Nie |
Nif |
Nig |
Nih |
Nii |
Nij |
Nik |
Nil |
Nim |
Nin |
Nio |
Nip |
Niq |
Nir |
Nis |
Nit |
Niu |
Niv |
Niw |
Nix |
Niy |
Niz
Die Liste der Biografien führt alle Personen auf, die in der deutschsprachigen Wikipedia einen Artikel haben. Dieses ist eine Teilliste mit 15 Einträgen von Personen, deren Namen mit den Buchstaben „Nih“ beginnt.

## Nih

### Niha
- Nihabsedneferkare, altägyptischer Beamter der 6. Dynastie
- Nihafil Hayi-arsan (* 1997), thailändischer Fußballspieler
- Nihant, Pierre (1925–1993), belgischer Radrennfahrer
- Nihavandi, Abd al-Baqi, persischsprachiger Dichter und Historiograph

### Nihe
- Niheb, Pharao der altägyptischen Prädynastik
- Nihebcheneb, altägyptischer Beamter der 2. Dynastie
- Nihei, Tsubasa (* 1994), japanischer Fußballspieler
- Nihei, Tsutomu (* 1971), japanischer Manga-ZeichnerTsutomu Nihei (* 1971)

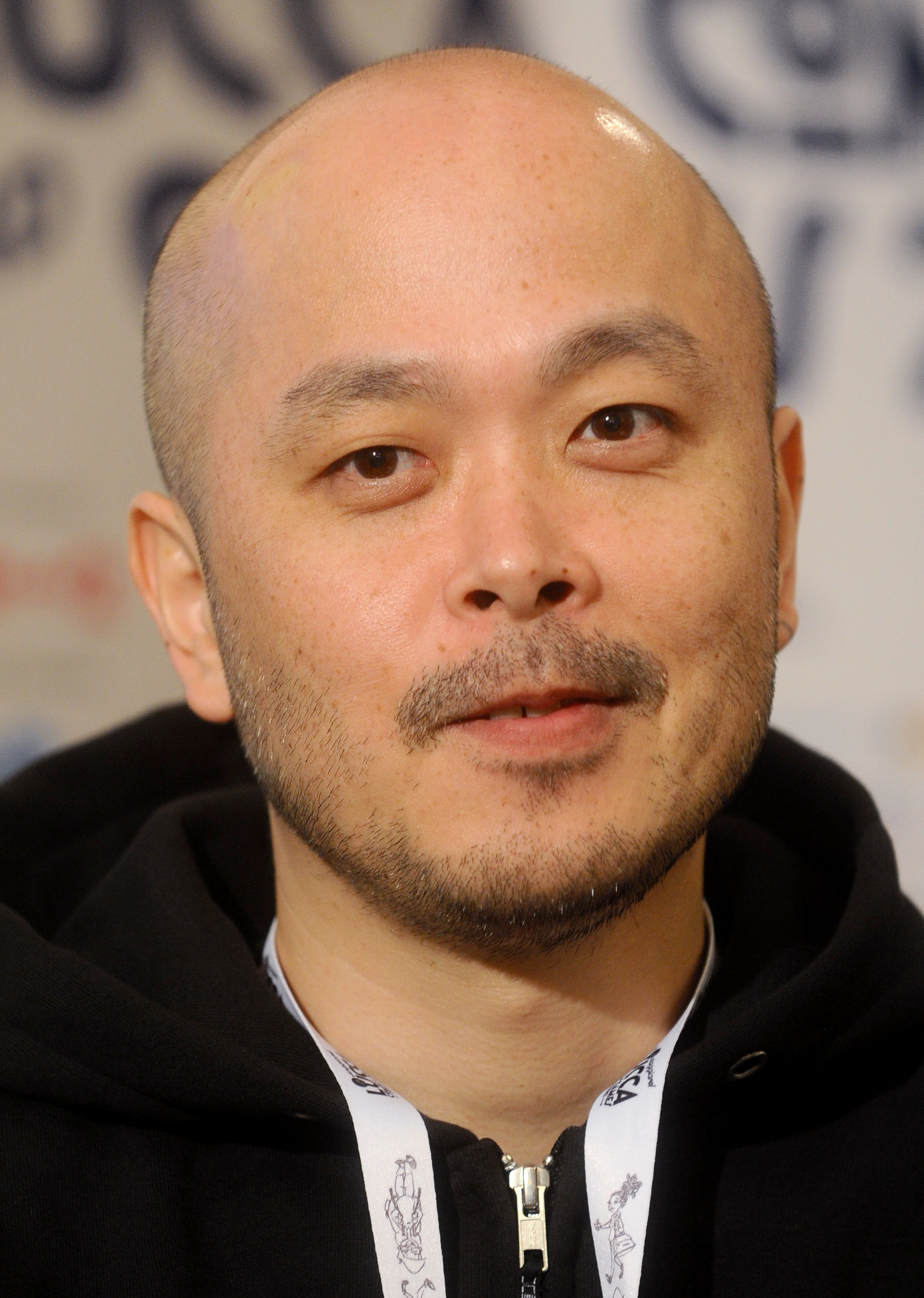
Tsutomu Nihei (* 1971)

### Nihi
- Nihill, Paul (1939–2020), britischer Leichtathlet

### Nihl
- Nihlstorp, Cristopher (* 1984), schwedischer Eishockeytorwart

### Niho
- Nihorimbere, Célestin (* 1993), burundischer Marathonläufer
- Nihoul, Jean-Michel (1941–2019), belgischer Geschäftsmann und Mitangeklagter im Fall Dutroux
- Nihoul, Paul (* 1963), belgischer Jurist
- Nihous, Frédéric (* 1967), französischer Politiker

### Nihu
- Nihus, Barthold (1590–1657), deutscher römisch-katholischer Bischof